# Prison de Cómbita
L’établissement pénitentiaire de haute et moyenne sécurité et carcéral avec haute sécurité de Cómbita, plus connu sous le nom de prison de Cómbita, est un centre pénitentiaire situé dans la municipalité de Cómbita, dans le département de Boyacá, Colombie.
Depuis son ouverture en 2002, le centre pénitentiaire a subi d’importantes restructurations. En 2016, le gouvernement national a investi plus de 67 milliards de pesos colombiens dans le cadre d’un processus d’agrandissement, prévoyant la construction d’un nouveau pavillon d’une capacité de 576 places, de réfectoires et d’un portail d’accès.
C’est une prison de « sécurité maximale », probablement la plus sûre de Colombie et l’une des meilleures d’Amérique latine,,, construite selon les mêmes critères que les prisons supermax des États-Unis et sous la supervision et le financement de la Bureau fédéral des prisons (en anglais : Federal Bureau of Prisons, BOP).,,
Elle a une capacité de 1 600 détenus, un pavillon exclusif d’isolement, possède trois anneaux de sécurité composés par la Garde nationale, l’armée et la police, d’autres anneaux de « clôture » situés à l’intérieur équipés de capteurs, ainsi que de caméras, de machines spéciales à rayons X, de projecteurs, de haut-parleurs, d’écluses, entre autres dispositifs technologiques.

## Détenus notables

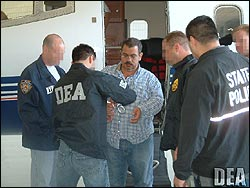
Don Berna, en cours d’extradition.

La prison abrite des détenus à haute dangerosité tels que tueurs à gages, assassins, terroristes, paramilitaires, guérilleros, narcotrafiquants, entre autres, qui, en raison de la nature de leurs actes, doivent être transférés dans la prison considérée comme la plus sûre du pays.,
Les prisonniers vivent confinés dans une cellule de 2 par 3 mètres, avec des lits en béton pur, des toilettes en aluminium et un lavabo ; les salles de bains sont dotées de vitres blindées.
Parmi les détenus qui sont passés par la prison de Cómbita, on compte :
- David Murcia Guzmán, connu comme El Rey Midas et créateur de la pyramide DMG.[9]
- Diego Murillo Bejarano alias Don Berna, paramilitaire et chef de la Oficina de Envigado.[10]
- Gilberto Rodríguez Orejuela, surnommé El Ajedrecista et chef du Cartel de Cali.[11]
- Jhon Jairo Velásquez, alias Popeye, chef des tueurs à gages du Cartel de Medellín et de Pablo Escobar.[12]
- Luis Hernando Gómez, alias Rasguño, chef du Cartel du Norte del Valle.[13]
- Miguel Rodriguez Orejuela, alias El Señor et chef du Cartel de Cali.[11]